# Pelochrista ornamentana
Pelochrista ornamentana es una especie de polilla perteneciente al género Pelochrista, categorizada en la tribu Eucosmini, de la subfamilia Olethreutinae.

## Distribución
Se distribuye por Rusia.

## Taxonomía
Fue descrita por Rebel en 1916 y publicada por primera vez en Dt. ent. Z. Iris 30: 192.